# MTV Europe Music Award al miglior artista mediorientale
L'MTV Europe Music Award al miglior artista mediorientale (MTV Europe Music Award for Best Middle East Act) è stato uno dei premi degli MTV Europe Music Awards, assegnato dal 2007 al 2014.

## Albo d'oro

### Anni 2000
| Anno | Vincitore       | Nominati                                                       |
| ---- | --------------- | -------------------------------------------------------------- |
| 2007 | Rashed Al-Majed | - Nancy Ajram - Elissa - Mohamed Hamaki - Tamer Hosny          |
| 2008 | Karl Wolf       | - Abri - Fayez - Mohamed Hamaki - Carole Samaha                |
| 2009 | Joe Ashkar      | - Rashed Al-Majed - Darine Hadchiti - Amr Mostafa - Ramy Sabry |

### Anni 2010
| Anno | Vincitore      | Nominati                                               |
| ---- | -------------- | ------------------------------------------------------ |
| 2010 | Mohamed Hamaki | - Joseph Attieh - Khaled Selim                         |
| 2012 | Ahmed Soultan  | - K2RHYM (Karim AlGharbi) - Karl Wolf - Qusai - Sandy  |
| 2013 | Ahmed Soultan  | - Hamdan Al Abri - Juliana Down - Lara Scandar - Rakan |
| 2014 | Mohammed Assaf | - Saad Lamjarred - Jana - Cairokee - Omar Basaad       |